# Лимбургский язык
Ли́мбургский, или ли́мбуржский язык (самоназвание — Limburgs / Lèmbörgs [ˈlɛmbœʁxs], Plat [plɑt]; нидерл. Limburgs, нем. Limburgisch, фр. Limbourgeois) — западногерманский язык нижненемецкого пространства германской языковой группы индоевропейской семьи языков, представляющий собой совокупность диалектов, распространённых на юго-востоке Нидерландов, северо-востоке Бельгии и сопредельной территории на западе Германии.
Крупнейшие города на территории лимбургского языка — Дюссельдорф (Германия), Маастрихт (Нидерланды) и Хасселт (Бельгия). Язык выделяется тем, что он имеет полноценную систему тонов, входя вместе с соседними рипуарскими диалектами в так называемую франконскую тоновую область. В германистике лимбургский также имеет название южнонижнефранкский язык.

## Название
Название «лимбургский» происходит от названия герцогства Лимбург, которое, в свою очередь, происходит от названия столицы государства — города Лимбург (по-лимбургски — Laeboer /'læ:buʁ/), ныне — немецкие земли на территории Бельгии.
Сами лимбуржцы называют свой язык Plat, как и многие носители нижнемецких диалектов. Это название буквально переводится как «не возвышенный», «обычный», даже «вульгарный» и вполне соответствует распространённому в некоторых восточнославянских землях понятию «простой язык» (например, в Западном Полесье). До начала XX века обычным голландским названием для языка простых людей было Dietsch или Duutsch, которое сохранилось в самоназвании переходного лимбургско-рипуарского диалекта на северо-востоке Бельгии в районе Эйпена — Platduutch.

## Вопросы классификации
В настоящее время общепринятым считается вхождение лимбургского в нижнефранкскую подгруппу западногерманских языков вместе с нидерландским языком. Однако ранее лимбургский часто относили к западносреднемецкой группе диалектов, входящей в верхненемецкую подгруппу. Такое несоответствие было вызвано разницей в определениях: в последнем случае верхнемецким считался любой диалект, в котором произошла хотя бы одна из ступеней верхненемецкого (второго) передвижения согласных. Соответственно лимбургский ареал лежит между изоглоссами ik/ich (линия Юрдингера, его северная граница) и maken/machen (линия Бенрата, южная граница), которые далее к востоку совпадают. Сегодня на основе комплексного анализа других изоглосс границей верхнемецкого ареала считают лишь вторую изоглоссу.
В немецкой диалектологии лимбургский ареал на территории Германии считается переходным между собственно нижнефранкскими языковыми формами (=нидерландский) и среднефранскими рипуарскими и называется по-разному: Ost-Limburgisch («восточнолимбургский»), Limburgisch-Bergisch («лимбургско-бергский»), а весь лимбургский ареал обозначается обычно как Südniederfränkisch (южнонижнефранкский). Часто на территории Германии лимбургский ареал объединяется с собственно нижнефранкским (Kleverländisch и Ostbergisch) под названием Niederrheinisch («нижнерейнский»), а весь лимбургский и клеверландский известен под условным названием Rheinmaasländisch (рейнско-маасский; англ. Meuse-Rhenish, нидерл. Maas-Rijnlands). Однако это объединение скорее ареальное, так как клеверландский диалект скорее входит в брабантское наречие собственно нижнефранкского ареала (то есть нидерландского языка).
Хотя из-за политического размежевания лимбургского ареала на нидерландскую (после образования Объединенного Королевства Нидерландов) и германскую (после присоединения восточной части в Королевство Пруссия) части в каждой из них наблюдается сильное влияние, соответственно, нидерландского и немецкого литературных языков, взаимопонимание по обе стороны границы пока остаётся на хорошем уровне.

## Лингвогеография / Современное положение

### Ареал и численность

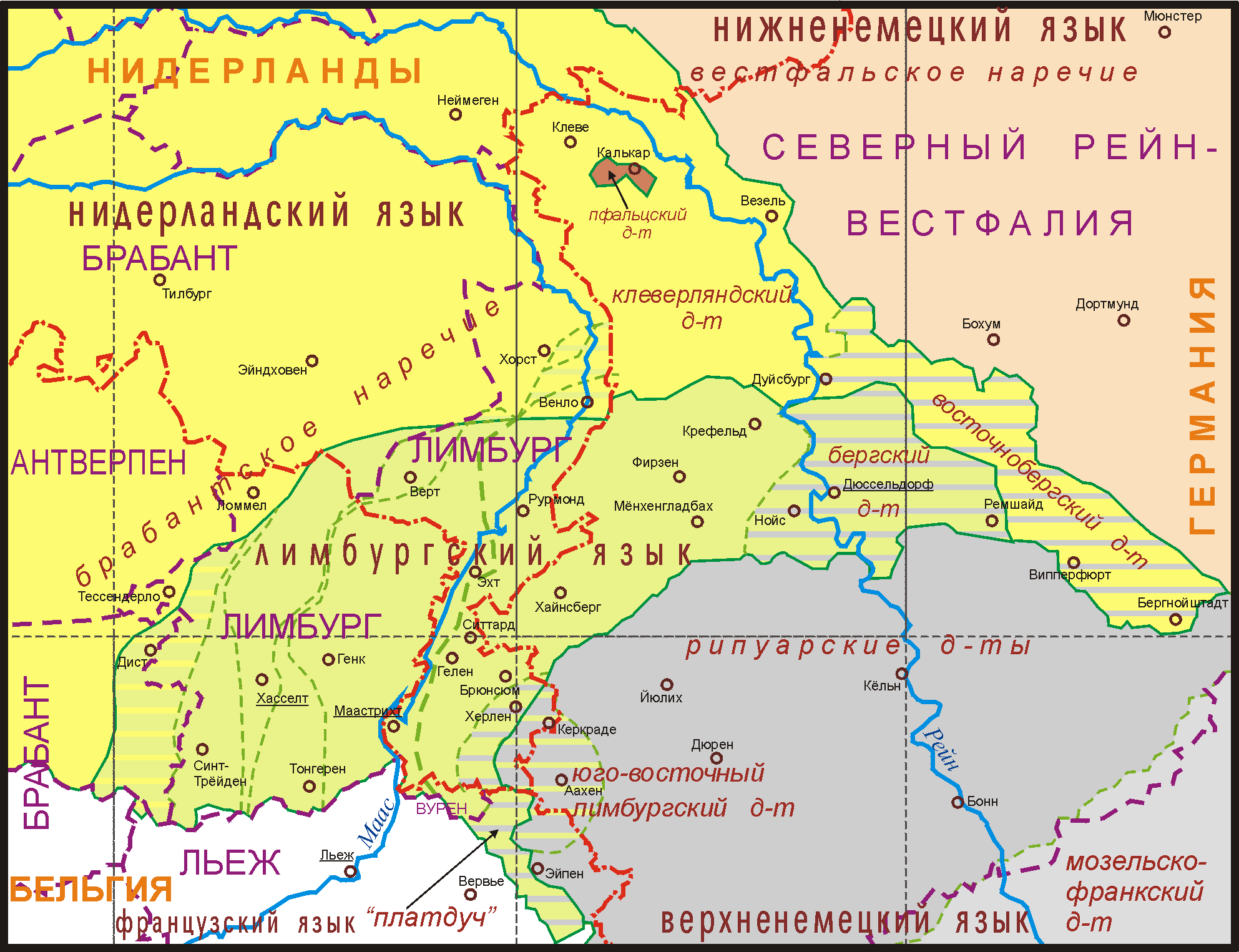
Языки Маас-Рейнского региона, включая лимбургский язык (зелёным).

Общая численность говорящих на лимбургском оценивается в 1,6 млн человек в Нидерландах и Бельгии и предположительно несколько сот тысяч в Германии.
В Нидерландах и Бельгии лимбургский является языком повседневного общения в местах компактного распространения, уступая место нидерландскому лишь в официальных и письменной сферах. Согласно оценкам (A. Schunck, 2001), в зависимости от конкретного места на лимбургском говорит от 50 до 90 % местного населения. До какой степени лимбургский распространён в Германии, остаётся предметом дискуссий.

### Социолингвистические сведения
В Нидерландах лимбургский признан одним из региональных языков (нидерл. streektaal), в Бельгии и Германии он не имеет никакого статуса, считаясь диалектом соответственно нидерландского и немецкого языков.
Однако лимбургский не имеет ни давней письменной традиции, ни единообразной современной орфографии.
Хендрик ван Велдеке — средневековый писатель, происходящий из этого региона — считается одновременно одним из самых первых нидерландских авторов и одним из ранних немецких авторов.

### Диалекты
В составе лимбургского выделяются следующие диалекты:
- западнолимбургский (Wes-Limburgs, gij-Limburgs) — к западу от изоглоссы gij — doe, включает район города Бюдел (юго-восток провинции Северный Брабант) в Нидерландах и западную половину бельгийского Лимбурга с городами Хасселт, Синт-Трёйден и Тонгерен, а также крайний восток бельгийского Брабанта (города Дист, Гетбетс и Ланден); близко к этой изоглоссе проходит граница между sch и sj (линия Панинга), включающая ещё район города Верт (запад провинции Лимбург);
- центральнолимбургский (Centraal-Limburgs) — включает западную часть нидерландского Лимбурга с городами Верт, Эхт и Маастрихт и восточную часть бельгийского Лимбурга с городами Генк и Бре и западной частью анклавного муниципалитета Вурен, отделённого от остальной части провинции Лимбург; иногда объединяется с западнолимбургским;
- восточнолимбургский (Oas-Limburgs) — включает центрально-восточную часть нидерландского Лимбурга с городами Гелен, Рурмонд и Ситтард
  - крефельдский (Krieewelsch) — продолжение восточнолимбургского на территории Германии, занимает территорию на западе земли Северный Рейн — Вестфалия в городе Крефельд;
  - (западно)бергишский (West-)Bergisch) — небольшая территория перед Рейном (вокруг города Нойс) и за Рейном (вокруг городов Дюссельдорф, Меттман, Золинген и Ремшайд); переходный к рипуарским диалектам.
- Говоры, переходные к рипуарским, находятся также на южной оконечности восточнолимбургского:
  - говоры районы Херлена — Эпена находятся на территории Нидерландов, примыкая к крайней юго-восточной полосе собственно рипуарских говоров в районе Керкраде
  - Т. н. «платдуч» (Platduutsj / нидерл. Platdiets) — говоры трёх северо-восточных общин провинции Льеж (бельгийская Валлония): Балена, Блиберга (Пломбьер) и Велькенрадта и восточной части лимбургской общины Вурен.

Крайне западные говоры рипуарского наречия, располагающие на стыке границ Нидерландов, Бельгии и Германии вокруг горы Валсерберг, характеризуются некоторыми лимбургскими чертами и называются «юго-восточный лимбургский диалект» (нидерл. Zuidoost-Limburgs) или «лимбургский трёх стран» (нидерл. Drielandenlimburgs, нем. Dreiländerplatt). Этот диалект включает говоры Ахена и Кольшайда в Германии, Керкраде, Бохолца и Валса в Нидерландах и Рурена и Айнаттена (север немецкоязычного сообщества) в Бельгии.
Говоры северной части провинции Лимбург в Нидерландах начиная от Венло к северу близки клеверляндским говорам и образуют севернолимбургский диалект в составе брабантского наречия. По несовпадению mich- и ik-изоглосс этот район называют mich-Quartier, или не совсем точно, ik-Quartier.
Крайний северо-запад бельгийского Лимбурга (города Ломмел и Тессендерло) также относятся к брабантскому наречию.

## История языка
Лимбургский язык является непосредственным развитием восточного варианта древненижнефранкского языка, сложившимся под сильным влиянием нидерландского языка и меньшим западносредненемецких диалектов и французского языка. Продолжением западного варианта древненижнефранкского языка является сам нидерландский язык.

## Лингвистическая характеристика

### Фонетика и фонология
Для фонологии лимбургского языка характерен богатый вокализм и наличие полноценных тонов. Для согласных характерна значительная вариативность как между говорами, так и между вариантами, более и менее подверженными влиянию нидерландского литературного языка.
Ниже описывается фонология монтфортского говора западнолимбургского диалекта.

#### Согласные
|               | Губно-губные | Губно-губные | Губно-зубные | Губно-зубные | Альвеолярные | Альвеолярные | Постальвеолярные | Постальвеолярные | Палатальные | Палатальные | Велярные | Велярные | Гортанные | Гортанные |
| ------------- | ------------ | ------------ | ------------ | ------------ | ------------ | ------------ | ---------------- | ---------------- | ----------- | ----------- | -------- | -------- | --------- | --------- |
| Носовые       |              | m            |              |              |              | n            |                  |                  |             | ɲ           |          | ŋ        |           |           |
| Взрывные      | p            | b            |              |              | t            | d            |                  | ɖ                | c           |             | k        | g        | ʔ         | ʔ         |
| Аффрикаты     |              |              |              |              |              |              |                  | dʒ               |             |             |          |          |           |           |
| Фрикативные   |              |              | f            | v            | s            | z            | ʃ                | ʒ                | ç           | ʝ           | x / χ    | ɣ        | h, ɦ      | h, ɦ      |
| Аппроксиманты | w            | w            |              |              | ð            | ð            |                  |                  | j           | j           |          |          |           |           |
| Дрожащие      |              |              |              |              |              | r            |                  |                  |             |             |          |          |           |           |
| Боковые       |              |              |              |              | ɫ            | l            |                  |                  | ʎ           | ʎ           |          |          |           |           |

/g/ может отсутствовать в говоре Хасселта, но широко представлена в других лимбургских диалектах, например: zègke (нидерл. zeggen) «говорить».
Следующие фонемы представлены не во всех диалектах: /x/ (daag) /ɣ/ (ach, восклицание) /χ/ (chemisch, «химический») /c/ (landj) /ɲ/ (tenj, «зубы»)
Вместо фонемы /w/ в Бельгии представлена /β̞/.

#### Гласные
|             | передние | передние | средние  | задние  |
| ----------- | -------- | -------- | -------- | ------- |
|             | неогубл. | огубл.   | неогубл. | огубл.  |
| верхние     | i iː ɪ   | y yː     |          | u uː    |
| ср.-верхние | e eː     | ø øː     | ə        | o oː    |
| ср.-нижние  | ɛ ɛː     | œ œː œ̃ː  | ə        | ɔ ɔː ɔ̃ː |
| нижние      | æ æ̃ː     |          | a aː     | ɑ ɑː ɑ̃ː |

/ə/ встречается только в безударных слогах.
Перед альвеолярными согласными фонемы /øː œː uː/ реализуются как [øə œə uə].

#### Дифтонги
Встречаются следующие дифтонги: /iə øɪ eɪ æɪ uɪ ɔɪ aɪ ou/, а также сочетания гласных /uː ɔː ɑː/ + /j/. /aɪ/ встречается только во французских заимствованиях и междометиях.
Перед альвеолярными согласными фонема /ou/ реализуется как [oə], а /eɪ/ как [eə] или [ejə].

#### Тон
В отличие от большинства европейских языков лимбургский является тоновым языком. В нём различается два полноценных тона в ударных слогах. Традиционно они называются sjtoettoen («толкающий тон», pushing tone) и sjleiptoen («тащущий тон», dragging tone). Они используются как для различения слов, так и грамматических значений. Например, единственное число слова «день» будет daa~g [daː˦˨˧x] с тоном sjleiptoen, а множественное — daa\g [daː˦˨x] с тоном sjtoettoen. Пример лексического противопоставления: bie\ [biː˦˨] «пчела» с sjtoettoen — bie~ [biː˦˨˧] «у (предлог)» с sjleiptoen.
Дополнительные примеры:
- на множественное число: [stæɪ˦˨˧n] stei~n «камень» / [stæɪ˦˨n] stei «камни»;
- лексические: [graː˦˨f] «могила» / [graː˦˨˧f] «дыра возле дороги»;
- на глагольные формы: [weː˦˨˧ʁˈkɪ˦˨və˧] «мы завоюем!» / [weː˦˨˧ʁˈkɪ˦˨˧və˧] «Завоюем же (May we conquer!)».

В некоторых местах среди молодёжи тональное множественное вытесняется голландскими формами, например, множественное число для слова daag «день» будет dage ([daːʝə]).

##### Умлаут
Для образования множественного числа и уменьшительных форм некоторых существительных в лимбургском используется умлаут, то есть изменение корневого вокализма по определённым правилами. Набор таких существительных разнится от говора к говору, но в целом увеличивается по мере продвижения на восток, к границе немецкого языка.
Примеры:
- broor — breurke — breur («брат — братик — братья»)
- sjoon — sjeunke — sjeun («туфля — туфелька — туфли»): в других говорах множественное число у этого слова образуется с помощью изменения тона.